# Письменний Дмитро Петрович
Письменний Дмитро Петрович (нар. 11 серпня 1946, с. Бесарабівка, Кегичівського району, Харківської області) — відомий[ненейтрально] правник, науковець, кандидат юридичних наук, професор, заслужений педагог Національної академії внутрішніх справ, Заслужений юрист  України.

## Життєпис
Народився Дмитро Петрович 11 серпня 1946 року в с. Бесарабівка, Кегичівського району, Харківської області.
У 1972 році з відзнакою закінчив Харківський юридичний інститут (нині — Національний юридичний університет імені Ярослава Мудрого) за спеціальністю «Правознавство».
Трудову діяльність розпочав в органах внутрішніх справ в 1972 році слідчим Київського РВВС міста Харкова. Після закінчення у 1978 році ад'юнктури Київської вищої школи МВС СРСР (нині — Національна академія внутрішніх справ) — на викладацькій роботі: викладач, старший викладач, доцент, заступник начальника кафедри, начальник кафедри кримінального процесу цього вишу. З березня 2003 року після звільнення зі служби в органах внутрішніх справ продовжує свою трудову діяльність на посаді професора кафедри кримінального процесу Національної академії внутрішніх справ.
У 1980 році захистив кандидатську дисертацію на тему: «Відмова у порушенні кримінальної справи в радянському кримінальному процесі (за матеріалами органів МВС УРСР)».
Сфера наукових досліджень — кримінальний процес, досудове слідство, судоустрій, прокурорський нагляд, адвокатура. Д. П. Письменний є автором і співавтором понад 150 наукових та навчально-методичних робіт. Серед них: 3 навчальних посібники з грифом МОН України, монографії, шість видань науково-практичного коментаря Кримінально-процесуального кодексу України, двох видань науково-практичного коментаря Кримінального процесуального кодексу України (2012 р.), статті у фахових виданнях.
За високий професійний рівень і кваліфікацію, ефективний результат використання у навчальному процесі новітніх освітніх технологій та методик Д. П. Письменному присвоєно почесне звання «Заслужений педагог Національної академії внутрішніх справ».
Д. П. Письменний є висококваліфікованим педагогом, відомим спеціалістом у галузі кримінально-процесуального права, який багато уваги приділяє підготовці науково-педагогічних кадрів. Під його керівництвом захищено 12 кандидатських дисертацій.
Окрім науково-педагогічної роботи він активно займається громадською діяльністю: член науково-консультативної ради при Верховному Суді України (1996—2004; 2007—2011 рр.), науковий консультант Комітету Верховної Ради України з питань законодавчого забезпечення правоохоронної діяльності (з 1998 р.), заступник голови Асоціації процесуалістів України (з 2004 р.).
За вагомий особистий внесок у реалізацію державної правової політики, зміцнення законності та правопорядку, розвиток юридичної науки, багаторічну плідну працю, високий професіоналізм у 2012 році Д. П. Письменному Президентом України було присвоєно почесне звання «Заслужений юрист України».

## Науковий доробок
Учні професора Письменного Д. П.:
- Омельченко О. Є. Процесуальна діяльність слідчого по попередженню злочинів. К., 2004.
- Сизоненко А. С. Використання доказів, отриманих на території інших країн, в кримінальному процесі України. К., 2004.
- Андрушко О. В. Дізнання в органах прикордонної служби України: процесуальні та організаційні аспекти. К., 2005.
- Федченко В. М. Розслідування злочинів слідчою та слідчо-оперативною групою: правові та організаційні засади. К., 2005.
- Мельник О. В. Моральні засади провадження у досудових стадіях кримінального процесу України. К., 2006.
- Климчук М. П. Розслідування злочинів про порушення правил безпеки дорожнього руху та експлуатації транспортних засобів (криміналістичні та процесуальні аспекти). К., 2007.
- Зеленський С. М. Процесуальний порядок вирішення справ про суспільно небезпечні діяння осіб, які не досягли віку кримінальної відповідальності. К., 2007.
- Пазиніч В. І. Правові та організаційні засади розслідування злочинів у сфері мобільних телекомунікацій України. К., 2009.
- Чабайовський Т. В. Підстави та межі кримінально-процесуальне втручання в особисте життя громадян. К., 2012.
- Леоненко І. В. Процесуальний порядок звільнення від кримінальної відповідальності на підставах, передбачених особливою частиною кримінального кодексу України. К, 2014.
- Кравченко Н. С. Суб'єкти доказування цивільного позову в кримінальному провадженні. К., 2016.
- Саєнко Г. Ю. Провадження на підставі угод у кримінальному процесі України. К., 2017.

## Нагороди і почесні звання
- Заслужений юрист України[1]